# Taina (série télévisée)
Taina est une série télévisée jeunesse musicale américaine en 26 épisodes de 23 minutes créée par Maria Perez-Brown et diffusé entre le 14 janvier 2001 et le 11 mai 2002 sur Nickelodeon.
En France, la série était diffusée sur France 3 dans l'émission T O 3.

## Synopsis
Taina est une jeune femme latina qui aspire à être une chanteuse et actrice. Avec sa meilleure amie, Renée Jones, elle fréquente la Manhattan High School of the Performing Arts. Une fois là, elles retrouvent Lamar, qu'elles n'ont pas vu depuis l'école primaire. Maritza Hogg, l'ennemie jurée de Taina et Renée, est dans le même lycée, et rêve aussi de devenir chanteuse et actrice. Chaque épisode montre Taina s'imaginant être devenue une super célébrité, parfois à travers une nouvelle chanson.

## Distribution
- Christina Vidal (VFB : Alice Ley) : Taina Maria Morales
- Khaliah Adams (VFB : Julie Basecqz) : Renée Jones
- Chris Knowings (en) : Lamar Johnson
- David Oliver Cohen : Daniel McDaniel
- LaTangela Newsome : Maritza Hogg
- Lisa Lisa (VFB : Laurence César) : Gloria Morales
- Manolo Villaverde (VFB : Jean-Paul Landresse) : Gregorio "Abuelo" Sanchez
- Josh Cruze (VFB : Patrick Brüll) : Eduardo Morales

## Épisodes

### Première saison (2001)
1. titre original inconnu (Be Careful What You Wish For)
2. titre original inconnu (Blue Mascara)
3. titre original inconnu (Quinceañera)
4. titre original inconnu (Mega Funds)
5. titre original inconnu (En Español)
6. titre original inconnu (Charmed Bracelet)
7. titre original inconnu (I Want It That Way)
8. titre original inconnu (A Twitch in the Tail)
9. titre original inconnu (Big Break)
10. titre original inconnu (Friend or Phone)
11. titre original inconnu (Singing with the Enemy)
12. titre original inconnu (Undercover)
13. titre original inconnu (My Left Eye)

### Deuxième saison (2002)
1. titre original inconnu (Crouching Actor, Hidden Chicken)
2. titre original inconnu (Sabotage)
3. titre original inconnu (Scary Legend)
4. titre original inconnu (Test Friends)
5. titre original inconnu (Papi Don’t Preach)
6. titre original inconnu (The Big Show)
7. titre original inconnu (Crushin’)
8. titre original inconnu (Abuelo Knows Best)
9. titre original inconnu (Bad Review)
10. titre original inconnu (Desperately Seeking Agent)
11. titre original inconnu (Starstruck)
12. titre original inconnu (The Fear Factors)
13. titre original inconnu (Beyond The Music)